# OSIRIS-REx
OSIRIS-REx (acronim pentru Origins, Spectral Interpretation, Resource Identification, Security, Regolith Explorer) a fost o misiune NASA de studiere a asteroizilor și de returnare a mostrelor, care a vizitat și a colectat mostre de pe 101955 Bennu, un asteroid carbonic din apropierea Pământului. Materialul, returnat în septembrie 2023, ar trebui să le permită oamenilor de știință să afle mai multe despre formarea și evoluția Sistemului Solar, despre etapele inițiale de formare a planetelor și despre sursa compușilor organici care au dus la formarea vieții pe Pământ. După finalizarea misiunii principale, nava spațială este planificată să efectueze un survol al asteroidului 99942 Apophis sub numele de OSIRIS-APEX.
OSIRIS-REx a fost lansată la 8 septembrie 2016, a trecut pe lângă Pământ la 22 septembrie 2017 și s-a întâlnit cu Bennu la 3 decembrie 2018. A petrecut următorii doi ani analizând suprafața pentru a găsi un loc potrivit din care să extragă o mostră. La 20 octombrie 2020, OSIRIS-REx a aterizat pe Bennu și a colectat cu succes o mostră. OSIRIS-REx a părăsit Bennu la 10 mai 2021  a returnat proba pe Pământ la 24 septembrie 2023, începând ulterior misiunea sa extinsă pentru a studia 99942 Apophis. Nava spațială va ajunge pe Apophis în aprilie 2029.
Bennu a fost ales ca țintă de studiu deoarece este o „capsulă a timpului” de la nașterea Sistemului Solar. Bennu are o suprafață foarte întunecată și este clasificat ca fiind un asteroid de tip B, un subtip al asteroizilor carbonatici de tip C. Astfel de asteroizi sunt considerați primitivi, având puține modificări geologice de la momentul formării lor. În special, Bennu a fost selectat datorită disponibilității materialului carbonat virgin, un element-cheie în moleculele organice necesare vieții, precum și reprezentativ pentru materia de dinaintea formării Pământului. Molecule organice, cum ar fi aminoacizii, au fost găsite anterior în mostre de meteoriți și comete, ceea ce indică faptul că unele ingrediente necesare vieții pot fi sintetizate în mod natural în spațiul cosmic.
Costul misiunii OSIRIS-REx este de aproximativ 800 de milioane de dolari americani, fără a include vehiculul de lansare Atlas V, care este de aproximativ 183,5 milioane de dolari americani. Misiunea extinsă OSIRIS-APEX costă încă 200 de milioane de dolari americani. Este a treia misiune de știință planetară selectată în cadrul programului New Frontiers, după Juno și New Horizons. 
OSIRIS-REx a fost prima navă spațială a Statelor Unite care a returnat mostre de pe un asteroid. Sondele japoneze Hayabusa și Hayabusa 2 au adus probe pe Pământ după ce au vizitat asteroidul 25143 Itokawa în 2010 și 162173 Ryugu în iunie 2018.

## Misiune
Managementul general, ingineria și navigația misiunii sunt asigurate de Goddard Space Flight Center al NASA, în timp ce Laboratorul Lunar și Planetar al Universității din Arizona asigură principalele operațiuni științifice. Lockheed Martin Space Systems a construit nava spațială și asigură operațiunile misiunii. Echipa științifică include membri din Statele Unite, Canada, Franța, Germania, Regatul Unit și Italia.
După ce a călătorit timp de aproximativ doi ani, nava spațială s-a întâlnit cu asteroidul 101955 Bennu în decembrie 2018, și a început 505 zile de cartografiere a suprafeței la o distanță de aproximativ 5 km. Rezultatele acestei cartografieri au fost folosite de echipa misiunii pentru a selecta locul de unde să preleveze o mostră de pe suprafața asteroidului. Apoi a fost efectuată o apropiere (fără aterizare) pentru a permite extinderea unui braț robotic care să colecteze mostra.
După colectarea materialului (>60 de grame), eșantionul a fost returnat pe Pământ într-o capsulă de 46 kg, similară celei care a returnat eșantioanele de pe cometa 81P/Wild cu sonda spațială Stardust. Călătoria de întoarcere pe Pământ a fost mai scurtă decât cea de plecare. Capsula a aterizat cu parașuta la poligonul de testare și antrenament din Utah pe 24 septembrie 2023 și a fost transportată la Centrul Spațial Johnson pentru a fi procesată într-o instalație de cercetare dedicată.

### Lansare
Lansarea a avut loc la 8 septembrie 2016, la ora 23:05 UTC, cu un Atlas V 411 al United Launch Alliance, de la Cape Canaveral, Complexul de lansare spațială 41. Configurația rachetei 411 constă într-o primă treaptă propulsată de RD-180 cu un singur propulsor cu combustibil solid AJ-60A și o treaptă superioară Centaur. OSIRIS-REx s-a separat de vehiculul de lansare la 55 de minute după aprindere.

### Sosire și studiu
La 3 decembrie 2018, NASA a confirmat că OSIRIS-REx a ajuns la Bennu la o distanță de aproximativ 19 km. OSIRIS-REx a efectuat treceri mai apropiate ale suprafeței lui Bennu, inițial la aproximativ 6,5 km pe parcursul lunii decembrie, pentru a rafina în continuare forma și orbita lui Bennu. Studiile spectroscopice preliminare ale suprafeței asteroidului efectuate de nava spațială OSIRIS-REx au detectat prezența mineralelor hidratate sub formă de argilă. Deși cercetătorii suspectează că Bennu era prea mic pentru a găzdui apă, este posibil ca grupurile hidroxilice să fi provenit de la apa prezentă în corpul său părinte înainte ca Bennu să se desprindă.
OSIRIS-REx a intrat pe orbită în jurul lui Bennu la 31 decembrie 2018, la aproximativ 1,75 km, pentru a începe campania extinsă de cartografiere și detectare de la distanță în vederea selectării unui loc de prelevare a probelor. Aceasta este cea mai apropiată distanță la care o navă spațială a orbitat un obiect ceresc, depășind cei 7 km realizați de sonda Rosetta față de cometa 67P/Churyumov-Gerasimenko. La această altitudine, nava spațială a avut nevoie de 62 de ore pentru a orbita în jurul lui Bennu. La sfârșitul cercetării sale detaliate, nava spațială a intrat pe o orbită mai apropiată, cu o rază de 1 km.

### Dobândirea probei

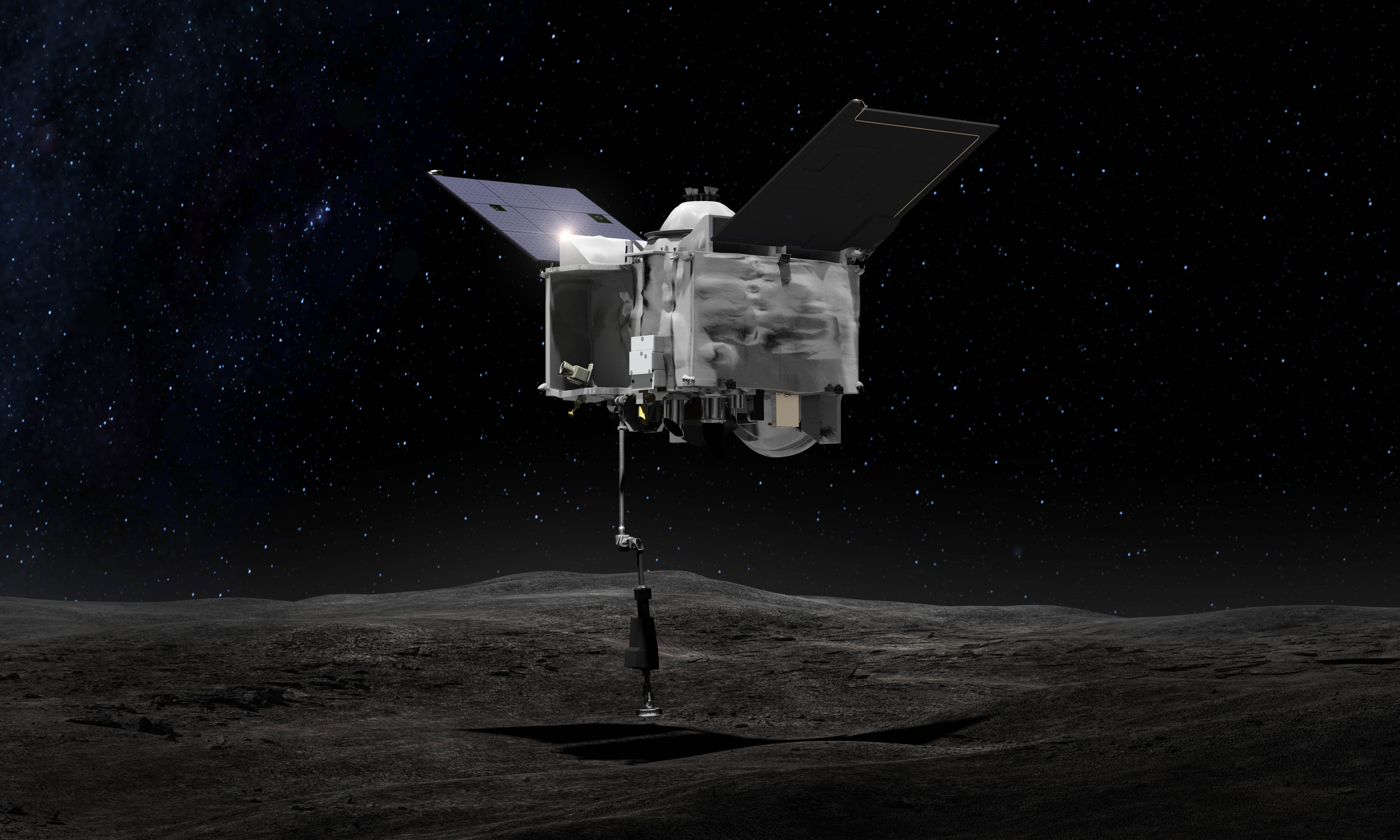
Concept artistic al instrumentului TAGSAM în funcțiune

#### Procedură
Înainte de prelevarea probelor au fost efectuate repetiții, în timpul cărora panourile solare au fost ridicate într-o configurație în formă de Y pentru a minimiza șansele de acumulare de praf în timpul contactului și pentru a oferi o distanță mai mare față de sol în cazul în care nava spațială se răsturna (până la 45°) în timpul contactului. Coborârea a fost foarte lentă pentru a minimiza aprinderea propulsoarelor înainte de contact, pentru a reduce probabilitatea de contaminare a suprafeței asteroidului de către propulsoarele cu hidrazină. Contactul cu suprafața lui Bennu a fost detectat cu ajutorul accelerometrelor, iar forța de impact a fost disipată de un resort din brațul TAGSAM.
La contactul cu suprafața de către instrumentul TAGSAM, a fost eliberată o explozie de azot gazos, pentru a sufla particulele de regolit mai mici de 2 cm în capul de prelevare de la capătul brațului robotizat. Un cronometru de cinci secunde a limitat timpul de colectare pentru a reduce șansele de coliziune. După expirarea cronometrului, manevra de întoarcere a executat o plecare sigură de pe asteroid.
Planul era ca OSIRIS-REx să efectueze o manevră de frânare câteva zile mai târziu, pentru a opri îndepărtarea de asteroid, în cazul în care ar fi fost necesar să se întoarcă pentru o nouă încercare de eșantionare. Apoi, ar fi luat imagini ale capului TAGSAM pentru a verifica dacă a fost obținută o mostră. În cazul în care se obținea o mostră, nava spațială se va roti în jurul axei scurte a brațului de eșantionare pentru a determina masa eșantionului prin măsurarea momentului de inerție și pentru a stabili dacă aceasta depășește cantitatea necesară de 60 g.
Atât manevrele de frânare, cât și cele de rotație au fost anulate atunci când imaginile containerului de eșantionare au arătat în mod clar că a fost colectat un exces mare de material, din care o parte a reușit să scape prin sigiliul containerului deoarece o parte din material a blocat mecanismul deschis. Materialul colectat a fost programat pentru depozitare imediată în capsula de returnare a probelor. La 28 octombrie 2020, capul colector de probe a fost fixat în capsula de returnare. În urma separării capului de brațul colector, brațul a fost retras în configurația de lansare, iar capacul capsulei de returnare a probelor a fost închis și zăvorât, pregătindu-se pentru întoarcerea pe Pământ.
În plus față de mecanismul de prelevare a probelor în vrac, plăcuțele de contact de la capătul capului de prelevare, realizate din bucle mici de oțel inoxidabil (Velcro), au colectat pasiv granule de praf mai mici de 1 mm.

#### Operațiuni

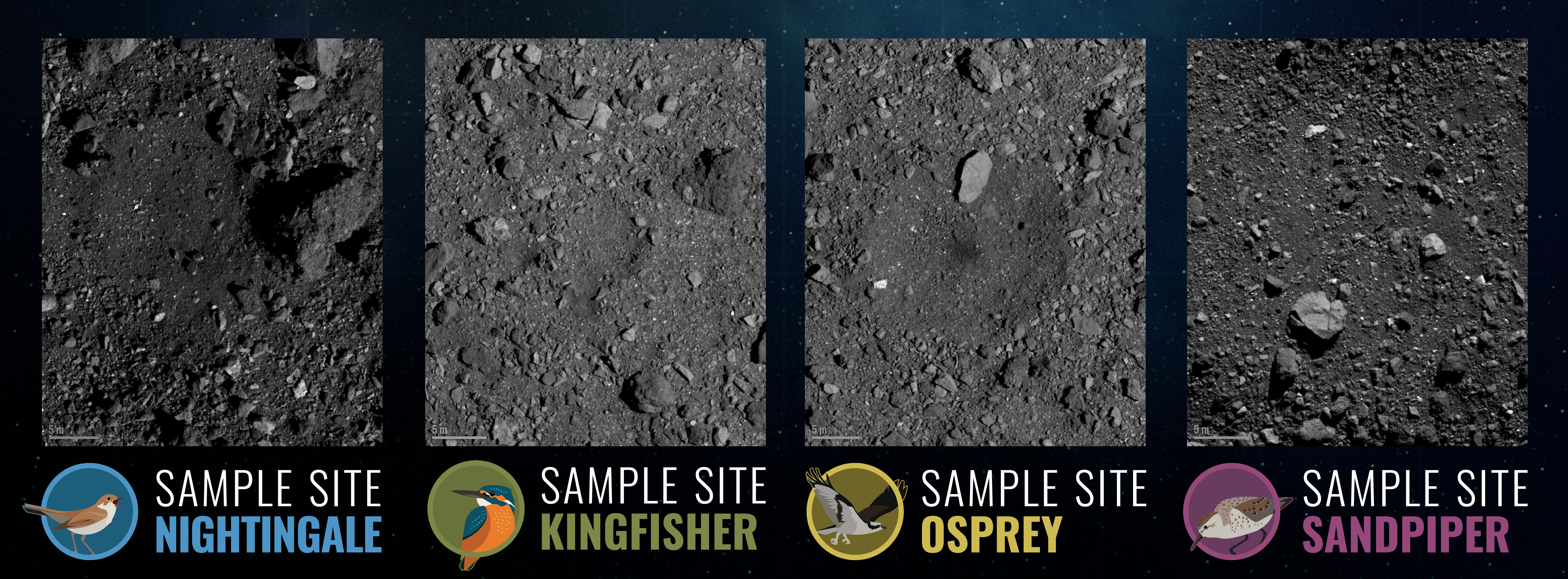
Cele patru locuri finale pentru eșantionarea OSIRIS-REx

Colectarea cu succes a eșantioanelor din octombrie 2020, arătând OSIRIS-REx aterizând pe locul de prelevare a eșantioanelor Nightingale

Imagini ale capului TAGSAM care arată că acesta este plin de roci și praf colectate de pe Bennu și că pierde material în spațiu

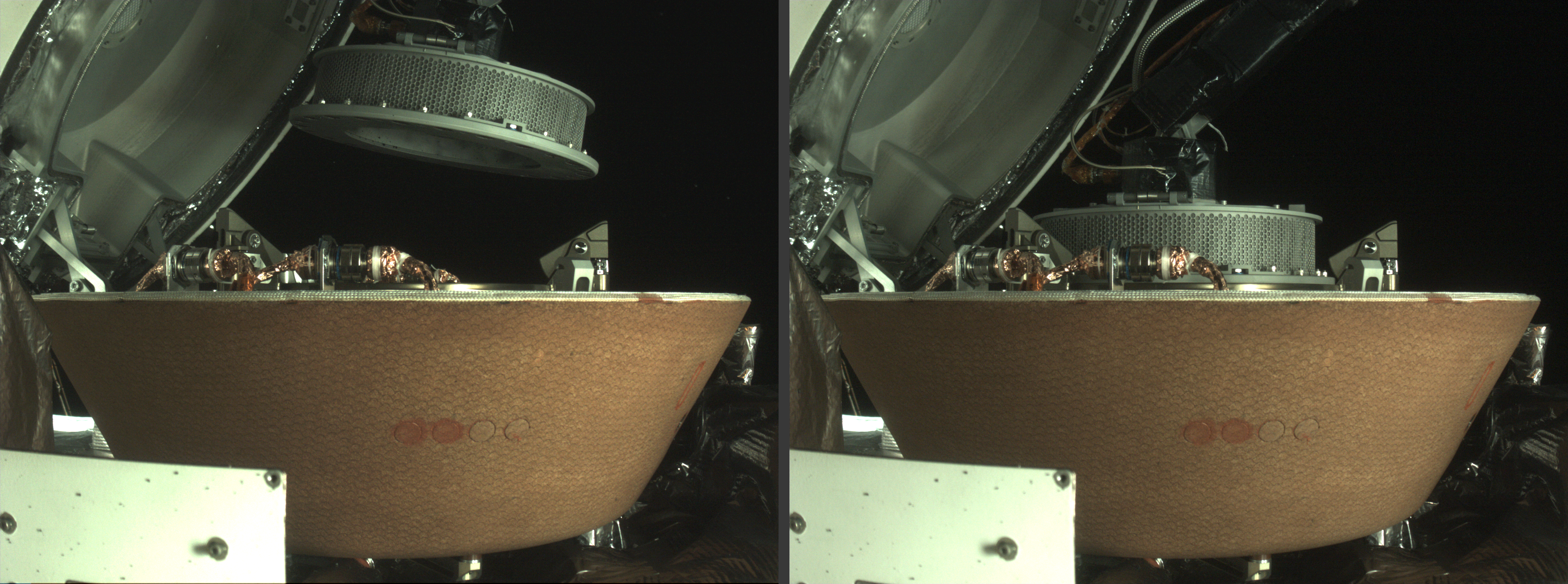
OSIRIS-REx își depozitează cu succes eșantionul de pe asteroidul Bennu în octombrie 2020.

NASA a selectat ultimele patru locuri de eșantionare candidate în august 2019, numite Nightingale, Kingfisher, Osprey și Sandpiper. La 12 decembrie 2019, au anunțat că Nightingale a fost selectat ca locație principală de eșantionare, iar Osprey a fost selectat ca locație de rezervă. Ambele se aflau în interiorul unor cratere, Nightingale fiind în apropierea polului nordic al lui Bennu, în timp ce Osprey era în apropierea ecuatorului.
NASA a planificat să efectueze prima prelevare de probe la sfârșitul lunii august 2020. Prelevarea de probe de la NASA, planificată inițial pentru 25 august 2020, a fost programată pentru 25 august 2020, dar a fost reprogramată pentru 20 octombrie 2020, la ora 22:13 UTC. La 15 aprilie 2020, prima repetiție de prelevare de probe a fost efectuată cu succes la situl de prelevare Nightingale. Exercițiul a dus OSIRIS-REx până la 65 m de la suprafață înainte de a efectua o ardere de întoarcere.  O a doua repetiție a fost finalizată cu succes la 11 august 2020, aducând OSIRIS-REx până la 40 m de la suprafață. Aceasta a fost ultima repetiție înainte de colectarea de probe programată pentru 20 octombrie 2020, la ora 22:13 UTC.
La ora 22:13 utc, pe 20 octombrie 2020, OSIRIS-REx a aterizat cu succes pe Bennu, aflat la o distanță de 320 de milioane de kilometri de Pământ. NASA a confirmat, prin intermediul imaginilor realizate în timpul prelevării de probe, că prelevatorul a intrat în contact. Nava spațială a atins solul la o distanță de 92 cm de locul țintă. O mostră de asteroid, a cărei greutate a fost estimată la cel puțin 57 de grame, a fost colectată de OSIRIS-REx în urma atingerii.
După ce a obținut imagini ale capului TAGSAM, NASA a concluzionat că existau roci blocate în clapeta menită să păstreze mostra în interior, ceea ce a făcut ca mostra să scape încet în spațiu. Pentru a preveni pierderea în continuare a eșantionului prin intermediul clapetelor, NASA a anulat manevra de rotire planificată anterior, menită să determine masa eșantionului, precum și o manevră de frânare de navigație, și a decis să stivuiască eșantionul la 27 octombrie 2020, și nu la 2 noiembrie 2020, așa cum era planificat inițial, care a fost finalizată cu succes. Capul colector a fost observat plutind deasupra capsulei de returnare a eșantioanelor (SRC) după ce brațul TAGSAM l-a deplasat în poziția adecvată pentru capturare, iar capul colector a fost ulterior fixat pe inelul de capturare din SRC.
Atunci când capul a fost așezat în inelul de capturare al capsulei de returnare a probelor, la 28 octombrie 2020, nava spațială a efectuat o "verificare a ieșirii", care a comandat brațul TAGSAM să iasă din capsulă. Această manevră este concepută pentru a trage de capul colector și a se asigura că zăvoarele – care mențin capul colector în poziție – sunt bine fixate. În urma testului, echipa de misiune a primit telemetrie care a confirmat că în capsulă capul era fixat corect. Ulterior, la 28 octombrie 2020, două piese mecanice de pe brațul TAGSAM au fost deconectate – este vorba despre tubul care a transportat azotul gazos către capul TAGSAM în timpul colectării probelor și despre brațul TAGSAM în sine. În următoarele câteva ore, echipa misiunii a comandat navei spațiale să taie tubul care a agitat eșantionul prin capul TAGSAM în timpul colectării probelor și să separe capul colector de brațul TAGSAM. După ce echipa a confirmat că aceste activități au fost efectuate, a comandat navei spațiale, la 28 octombrie 2020, să închidă și să sigileze capsula de returnare a eșantioanelor, ultima etapă a procesului de stivuire a eșantioanelor de pe Bennu. Pentru a sigila SRC, nava spațială a închis capacul și apoi a fixat două zăvoare interne. La inspectarea imaginilor, s-a observat că au scăpat câteva particule din capul colector în timpul procedurii de stivuire, dar s-a confirmat că nici o particulă nu va împiedica procesul de stivuire, deoarece echipa era convinsă că în interiorul capului a rămas o cantitate abundentă de material, mai mult decât cele 60 g necesare aflându-se chiar 2.000 g. Eșantionul de pe Bennu a fost depozitat în siguranță și pregătit pentru călătoria sa spre Pământ. Cu capul colector securizat în interiorul SRC, nu mai exista pericolul pierderii eșantionului.

## Denumire
OSIRIS-REx și OSIRIS-APEX sunt acronime, iar fiecare literă sau combinație de litere se referă la o parte a proiectelor respective:
- O – Origins
- SI – Spectral Interpretation
- RI – Resource Identification
- S – Security
- REx – Regolith Explorer
- APEX – Apophis Explorer

Fiecare dintre aceste cuvinte a fost ales pentru a reprezenta un aspect al acestei misiuni. De exemplu, S, de la securitate, înseamnă securitatea Pământului față de obiectele din apropierea Pământului periculoase. Mai exact se referă la o mai bună înțelegere a efectului Yarkovsky, care poate modifica traiectoriile corpurilor aflate pe orbită. Regolith Explorer înseamnă că misiunea va studia textura, morfologia, geochimia și proprietățile spectrale ale regolitului asteroidului Bennu, în timp ce Apophis Explorer corespunde studiului asteroidului Apophis.
Asteroidul poartă numele zeului egiptean antic Apophis, care era asociat cu haosul și distrugerea. Numele misiunii în sine era o referire la zeul Osiris.

Operațiuni de recuperare a capsulelor la sol
Examinarea preliminară a capsulei imediat după aterizare.
Capsula este împachetată la locul de aterizare.
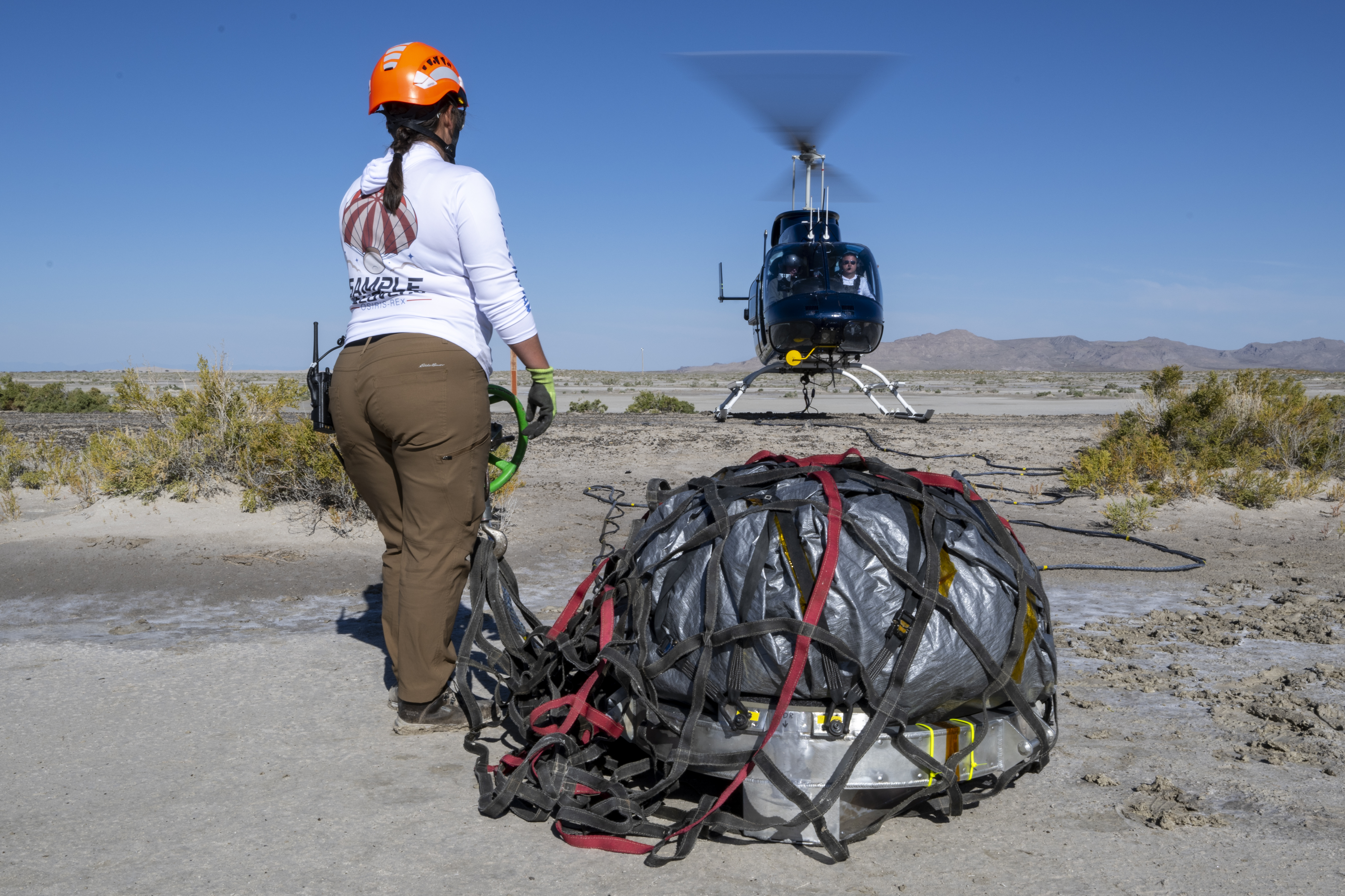
Pregătirea pentru ridicare.